# Syntormon boninense
Syntormon boninense är en tvåvingeart som beskrevs av Daniel J. Bickel 1994. Syntormon boninense ingår i släktet Syntormon och familjen styltflugor. Inga underarter finns listade i Catalogue of Life.